# Lydia Gilmore
Lydia Gilmore è un film muto del 1915 diretto da Hugh Ford e da Edwin S. Porter. Fu l'ultimo dei cinque film che Pauline Frederick girò con Porter.
La pièce drammatica di Henry Arthur Jones da cui è tratto il soggetto del film andò in scena a Broadway nel febbraio 1912, interpretata da Margaret Anglin.

## Trama
Lydia Gilmore è infelicemente sposata con un uomo che la tradisce ripetutamente: anche se la donna non ha la prova delle sue tresche, il marito non può nasconderle a lungo il fatto che lui non la ami più. Stracey, il marito della sua amante, per vendicarsi lo attira in una trappola. Nella lotta che ne segue, Stracey ha la peggio rimanendo ucciso. Gilmore, in preda al terrore, consegna alla moglie il coltello con cui ha colpito il rivale. Lydia lo prende e, per amore del figlio Ned, nasconde l'arma.
Attraverso il figlio, Lydia ha conosciuto l'avvocato Benham. I due si innamorano l'uno dell'altra ma, Benham, essendo un gentiluomo, cede alla richiesta della donna di non vedersi più. Capita, però, che scelga proprio la notte dell'omicidio per dare l'addio alla donna che ama. E, mentre parla con Ned, viene visto in casa da uno dei domestici.
Quando l'omicidio viene scoperto, tutte le prove portano a Gilmore. Sebbene nessuno creda alla sua colpevolezza, viene comunque arrestato. Benham corre ad offrire la sua assistenza alla signora Gilmore e gli viene affidata la difesa dell'imputato. Quando Lydia confessa all'avvocato tutta la verità, lui mette a rischio la carriera istruendola su come rispondere alle domande che le farà al processo.
La verità viene a galla nel momento in cui in aula viene letta una lettera del domestico che rivela la presenza di Benham in casa la notte del delitto. Il piccolo Ned viene chiamato a deporre e Lydia, non resistendo più, confessa la verità. Gilmore, allora, preferisce suicidarsi piuttosto che affrontare la pena che lo aspetta. Lydia viene colta da un collasso e, portata a casa dell'avvocato, viene curata dalla sorella di questi. Finalmente libera, ora la aspetta un avvenire più felice.

## Produzione
Il film fu prodotto dalla Famous Players Film Company

## Distribuzione
Il copyright del film, richiesto dalla Famous Players Film Co., fu registrato il 20 dicembre 1915 con il numero LU7249.
Distribuito dalla Famous Players-Lasky Corporation e dalla Paramount Pictures, il film - presentato da Daniel Frohman - uscì nelle sale cinematografiche statunitensi il 25 (o 27) dicembre 1915.
Non si conoscono copie ancora esistenti della pellicola che viene considerata presumibilmente perduta.